# Fundo Política Operária
O Fundo Política Operária, ou Fundo POLOP,  é um fundo do Arquivo Nacional, que reúne itens relacionados à Organização Revolucionária Marxista Política Operária (POLOP). Está sob a guarda do Arquivo Nacional desde 2010, recebido por doação do Centro de Estudos Victor Meyer. O fundo reúne principalmente documentos de antigos militantes da organização, datando de 1960 a 2009.
Há documentos relacionados à POLOP sob a guarda de outras entidades: o Arquivo Público do Estado do Rio de Janeiro, o Arquivo Edgard Leuenroth, o Centro de Documentação e Memória (UNESP), o Arquivo de Memória Operária do Rio de Janeiro, o Laboratório de História e Memória da Esquerda e das Lutas Sociais (UEFS) e o Núcleo de Documentação sobre Movimentos Sociais (UFPE).
O fundo do Arquivo Nacional foi considerado um dos elementos para que o órgão federal se constitua em um "centro de referência das lutas políticas no Brasil (1964-1985)".